# Тацутаке-Мару
Тацутаке-Мару (Tatsutake Maru) — судно, яке під час Другої світової війни взяло участь у операціях японських збройних сил в архіпелазі Бісмарка та на Каролінських островах.

## Передвоєнна історія
Тацутаке-Мару спорудили в 1940 році на верфі Mitsubishi Jukogyo в Кобе на замовлення компанії Tatsuma Goshi Kaisha, яка поставила його на лінію до Північної Америки.
24 листопада 1941-го Тацутаке-Мару реквізували для потреб Імперського флоту Японії. З 25 листопада по 30 грудня воно пройшло певну модернізацію на верфі Mitsubishi Jukogyo в Йокогамі.

## Воєнні рейси
9 січня 1942-го Тацутаке-Мару вийшло з Йокосуки, а не пізніше ніж 23 січня було на атолі Трук у центральній частині Каролінських островів (тут ще до війни створили потужну базу японського ВМФ, з якої до лютого 1944-го провадились операції у цілому ряді архіпелагів). У найближчі місяці судно один чи кілька разів відвідало Рабаул — головну передову базу в архіпелазі Бісмарка, з якої здійснювались операції на Соломонових островах та сході Нової Гвінеї. Так, відомо, що в середині березня та першій половині травня воно провадило тут забезпечення амуніцією бойових кораблів японського флота. 1—10 липня Тацутаке-Мару пройшло з Труку до Йокосуки в конвої під охороною есмінця «Яйой».
30 липня 1942-го судно знову вийшло з Йокосуки до Океанії, в середині серпня побувало у Рабаулі, а потім через Трук пройшло до Йокосуки, куди прибуло 12 вересня.
Черговий рейс Тацутаке-Мару у архіпелаг Бісмарка розпочався 28 вересня 1942-го з Йокосуки, а 5 листопада судно вийшло у зворотній рейс. Спершу воно прямувало в конвої до Палау (важливий транспортний хаб на заході Каролінських островів), а 23 листопада вже було в Японії в Йокосуці.
10—19 грудня 1942-го разом з конвоєм «№ 1 Го» Тацутаке-Мару пройшло з Йокосуки до Рабаулу. Тут воно несло службу до кінця січня 1943-го, а 31 січня — 4 лютого пройшло на Трук разом зі ще двома транспортними суднами, але без охорони. 6—12 лютого Тацутаке-Мару повернулось з Трука в Йокосуку.
У середині березня 1943-го Тацутаке-Мару розпочало черговий рейс до архіпелагу Бісмарка. 15 березня разом зі ще одним транспортом воно полишило Йокосуку, відвідало Трук, а 25—28 березня ці судна перейшли в Рабаул. Більш як місяць Тацутаке-Мару несло тут службу, а 3—5 травня пройшло на Трук у конвої № 2023.
8 травня 1943-го Тацутаке-Мару вийшло у складі конвою № 4508 до Йокосуки. 10 травня американський підводний човен USS Plunger у районі за чотири сотні кілометрів на схід від острова Сайпан торпедував інше судно конвою «Кінай-Мару», яке втратило хід. «Тацутаке-Мару» дістав наказ зняти чотири сотні пасажирів, проте під час цієї операції сам був атакований USS Plunger. Судну вдалось ухилитися від двох торпед, проте третя уразила його в районі одного з трюмів. «Тацутаке-Мару» затонув, загинуло 4 члени екіпажу та багато з тих, хто перейшов на нього з Кінай-Мару.